# L'isola del tesoro (film 1920)
L'isola del tesoro è un film muto del 1920 diretto da Maurice Tourneur.
La sceneggiatura a firma Stephen Fox (pseudonimo usato all'epoca da Jules Furthman) si basa sull'omonimo romanzo di Robert Louis Stevenson pubblicato a Londra nel 1883, uscito per la prima volta a puntate sulla rivista per ragazzi Young Folks dal luglio 1881 al giugno 1882 con il titolo The Sea Cook or Treasure Island.

## Trama

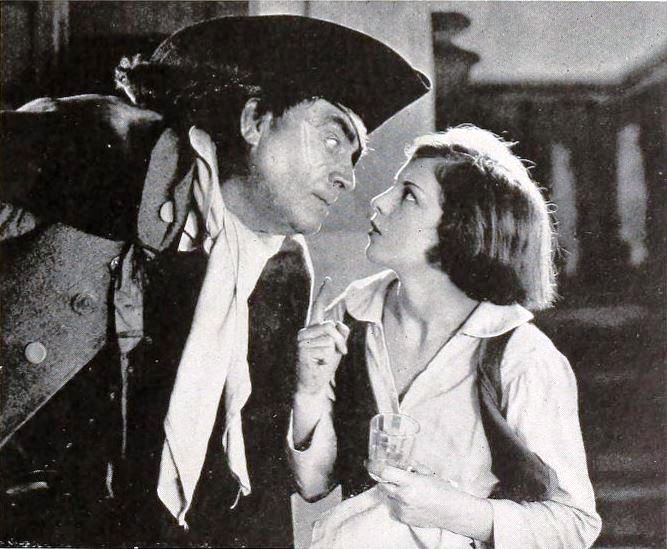
Charles Ogle (Long John Silver) e Shirley Mason (Jim Hawkins)

Il giovane Jim Hawkins aiuta la madre nella conduzione della locanda Admiral Benbow sulla costa occidentale dell'Inghilterra. Un giorno, un gruppo di pirati che si trova lì, uccide l'ex pirata Billy Bones a causa di un misterioso documento. Jim, non visto, riesce ad impadronirsi della mappa oggetto del contendere, una mappa che segna il punto dov'è stato sepolto il tesoro perduto del capitano Flint. Il ragazzo, eccitato, la mostra al dottor Livesey e allo squire Trelawney, due amici di sua madre che dopo averla studiata decidono di organizzare una spedizione per andare a recuperare il tesoro. L'equipaggio formato per governare il bastimento che li condurrà sull'isola del tesoro è stato formato in gran parte dal cuoco di bordo, Long John Silver. Questi, un pirata con una gamba sola, prepara un ammutinamento per impadronirsi della nave, ma Jim, scoperto il suo piano, avvisa Livesey e Trelawney che riescono a tenere a bada i pirati fino a quando non approdano all'isola, dove cercano rifugio con i marinai rimasti loro fedeli. Dopo uno scontro con i pirati, la mappa deve essere consegnata a Long John Silver e alla sua banda. Ma saranno Jim e i suoi a trovare alla fine il tesoro di Flint, aiutati da Ben Gunn, un pirata che era stato lasciato abbandonato sull'isola.

## Produzione
Nel settembre del 1919 alcune riviste cinematografiche annunciarono la realizzazione del film con Jack Holt e Wallace Beery rispettivamente nei ruoli di Long John Silver e di Israel Hands, sebbene entrambi i ruoli alla fine venissero affidati ad attori diversi. Beery interpreterà in seguito Long John Silver nel L'isola del tesoro del 1934, film diretto da Victor Fleming.
Secondo quanto riferito, il film aveva sequenze di colori, probabilmente colorate a mano con il processo di colore Handschiegel.
Questo film è il quarto e più sfarzoso adattamento cinematografico muto del romanzo di Stevenson, dopo quelli realizzati con i cortometraggi del 1908 e del 1912 e con il lungometraggio della Fox Film Corporation del 1918, in gran parte interpretato da attori bambini. Fu, inoltre, l'ultima versione muta girata per il cinema.
Rimane infine l'unica versione dove il personaggio di Jim Hawkins è interpretato da una donna.

## Distribuzione
Il copyright del film, richiesto dalla Famous Players-Lasky Corp., fu registrato il 26 marzo 1920 con il numero LP14923.

Il film fu presentato in prima il 26 marzo 1920; venne distribuito dalla Paramount Pictures, all'epoca come Paramount-Artcraft Pictures, il 4 aprile (secondo altre fonti l'11 aprile). Nel 1921, fu distribuito in Svezia (19 marzo) con il titolo Skattkammarön; in Danimarca (19 aprile); nel Regno Unito (20 giugno).
Non si conoscono copie ancora esistenti della pellicola che viene considerata presumibilmente perduta.